# Balas y chocolate
Balas y Chocolate es el octavo álbum de estudio de la cantante mexicana Lila Downs, lanzado a nivel mundial el 24 de marzo de 2015. Es la segunda publicación de la cantante bajo el sello RCA Records.
Demos de varias canciones del álbum fueron transmitidas en Internet por el canal de Live Nation por medio de Yahoo! Screen durante un concierto que la cantante ofreció el 11 de agosto de 2014 en el House of Blues de Chicago. El 3 de febrero de 2015 fue filtrado el tema «Humito de Copal» que horas más tarde fue retirado de la red, a principios de marzo de 2015 fueron filtrados los temas «Patria Madrina» y «Balas y Chocolate». Días después, la portada del álbum fue anunciada y el pre-ordenamiento del álbum en iTunes y Amazon.. 

## Desarrollo
Desde 2012 la cantante comento que estaba comenzando a componer las canciones de su siguiente álbum. En mayo de 2014, Downs confirmó que ya había empezado a trabajar en su octavo álbum de estudio, al decir que su próximo disco podría titularse «Balas de Chocolate». Pero se abstuvo de divulgar el nombre oficial así como de los colaboradores, comentando que estaba inspirado en el «día de muertos» ya que era una fecha muy importante para su abuela indígena y recordando la muerte de su papá cuando ella tenía 16 años de edad.

«Creo que la muerte tiene un sitio muy poético en mi corazón y ha llegado el momento porque soy mamá, el ciclo de la vida, y ahora encontrarme con estas cantantes hacen que reflexiones acerca de la vida y la muerte. Representarlo como lo hacemos nosotros los mexicanos es único [...]!» [sic].
Lila Downs

 En junio de 2014 confirmó que comenzaría la grabación del álbum el mes próximo, con él aprovechará para recordar su niñez, que estuvo marcada por diversas influencias musicales entre las que se encuentran The Rolling Stones y Bob Dylan. Posteriormente se dieron a conocer algunos nombres de las canciones que conformarían el disco así como el título que llevaría el mismo y explicó por qué había decidido poner ese nombre a su nuevo álbum «"La idea es que se llame Balas y Chocolate por las cosas que vivimos: estamos entre balas y esas ideas de los excesos, pero también el chocolate permanece y simboliza nuestra fuerza; es un poco como el maíz representa lo que somos los mexicanos, en la cultura maya y olmeca es muy importante".».

## Composición y grabación
El 5 de marzo de 2015 se dio a conocer la portada del álbum y las colaboraciones que incluiría este disco entre las que se encuentran: Juanes y Juan Gabriel «¡He invitado como tres veces a Juanes... le hemos traído ganitas desde hace un buen, en parte porque le tengo mucho cariño a Colombia, al trabajo de Juanes y a su persona!». La tapa contiene un lenticular en el cual, en una cara, Lila aparece posando en un centro arqueológico de Oaxaca, y en la otra se ve trazada en forma de calavera, obra del artista plástico Humberto Valdez. El booklet estará cargado de imágenes abstractas que representan cada una de las canciones y que están fuertemente relacionadas con la sociedad mexicana actual, y además incluye un póster con el trazado de Lila Downs haciendo referencia a los "Santos Difuntos".

## Lista de canciones
| Balas y Chocolate |                                    |                          |          |  |
| N.º               | Título                             | Escritor(es)             | Duración |  |
| 1.                | «Humito de Copal»                  | Lila Downs/Paul Cohen    | 3:52     |  |
| 2.                | «Mano Negra»                       | Lila Downs/Paul Cohen    | 4:32     |  |
| 3.                | «Balas y Chocolate»                | Lila Downs/Paul Cohen    | 3:30     |  |
| 4.                | «Una Cruz de Madera»               | Luis Méndez Almengor     | 3:09     |  |
| 5.                | «La Farsante (feat. Juan Gabriel)» | Alberto Aguilera Valadez | 4:17     |  |
| 6.                | «La Burra»                         | Jesús Rosas Marcano      | 3:18     |  |
| 7.                | «Cuando Me Tocas Tú»               | Lila Downs/Paul Cohen    | 4:35     |  |
| 8.                | «La Patria Madrina (feat. Juanes)» | Lila Downs/Paul Cohen    | 4:18     |  |
| 9.                | «Las Casas de Madera»              | Cirino Paniagua García   | 4:09     |  |
| 10.               | «La Promesa»                       | Lila Downs/Paul Cohen    | 5:25     |  |
| 11.               | «Son de Difuntos»                  | Lila Downs/Paul Cohen    | 3:37     |  |
| 12.               | «Dulce Veneno»                     | Lila Downs/Paul Cohen    | 3:43     |  |
| 13.               | «Viene la Muerte Echando Rasero»   | Asención Aguilar Galván  | 4:00     |  |
| 50:25             |                                    |                          |          |  |